# Drepanophorus ritteri
Drepanophorus ritteri är en djurart som tillhör fylumet slemmaskar, och som beskrevs av Ernest F. Coe 1905. Drepanophorus ritteri ingår i släktet Drepanophorus och familjen Drepanophoridae. Inga underarter finns listade i Catalogue of Life.